# Дзевульський (кратер на Місяці)
Кратер Дзевульський (лат. Dziewulski) — великий древній метеоритний кратер, розташований в північній півкулі зворотного боку Місяця. Назву присвоєно на честь польського астронома Владислава Дзевульського (1878—1962) і затверджено Міжнародним астрономічним союзом в 1970 році. Утворення даного кратера науковці відносять до нектарського періоду.

## Розташування
Найближчими сусідами кратера є величезний місячний кратер Жоліо на північному заході, кратер Едісон на півночі, кратер Артамонов на північному сході, кратер Малий на сході, кратер Попов на півдні, а також кратер Аль-Біруні на південному заході. Від південної частини кратера Дзевульський в південно-східному напрямку простягається ланцюжок кратерів Дзевульського. Селенографічні координати центру кратера 20°59′ пн. ш. 99°01′ сх. д. / 20.99° пн. ш. 99.02° сх. д., діаметр 68,9 км, глибина 2,7 км.

## Опис
Кратер має циркулярну форму і за час свого існування зазнав значних руйнувань. Південно-західна частина валу перекрита сателітом кратером Дзевульський Q (див. нижче), південно-східна частина валу перекрита трьома невеликими кратерами. Північна частина валу значно зруйнована. Висота валу над навколишньою місцевістю досягає 1230 м, об'єм кратера складає приблизно 3400 км³. Дно чаші рівне, в центрі чаші розташовується маленький кратер.

## Сателітні кратери
| Дзевульський | Координати                                                | Діаметр, км |
| ------------ | --------------------------------------------------------- | ----------- |
| Q            | 20°33′ пн. ш. 98°28′ сх. д. / 20.55° пн. ш. 98.46° сх. д. | 28,2        |

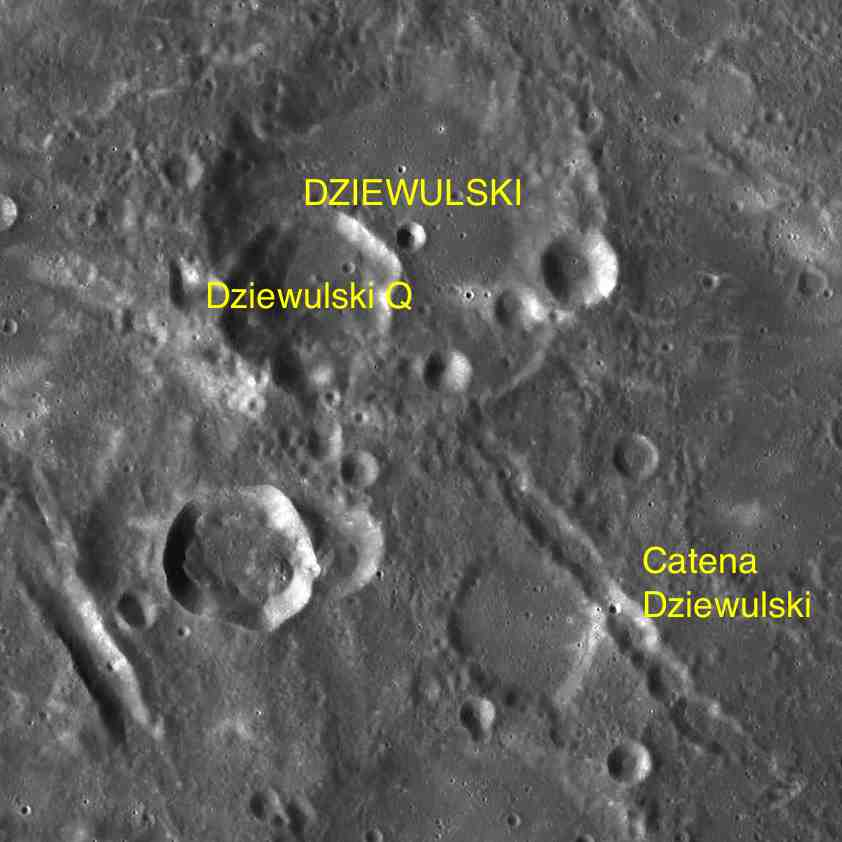
Фрагмент карти LAC-46.

- Утворення сателітного кратера Дзевульський Q відносять до нектарського періоду[1].